# Сигеи, Уильям
Уильям Черуйот Сигеи — кенийский бегун на длинные дистанции. Двукратный чемпион мира по кроссу. Экс-рекордсмен мира на дистанции 10 000 метров — 26.52,23.
Занял 10-е место на чемпионате мира 1993 года.

## Личные рекорды
- 3000 метров — 7.37,73
- 5000 метров — 13.06,15
- 10 км по шоссе — 27.24